# رباط زين الدين
رباط زين الدين هو رباط تاريخي يعود إلى عصر السلالة الصفوية، ويقع في مقاطعة مهريز.